# Angraecum chaetopodum
Angraecum chaetopodum Schltr., 1925 è una pianta della famiglia delle Orchidacee, endemica del Madagascar.

## Descrizione
È una orchidea epifita, priva di fusto, con foglie lineari lunghe 3–8 cm e larghe 2,5–4 mm. Presenta un singolo fiore, di colore bianco-giallastro; alla base del labello è presente uno sperone claviforme, lungo 20–30 mm.

## Distribuzione e habitat
La specie è diffusa nelle foreste montane del Madagascar settentrionale e occidentale, tra i 1200 e i 1500 m di altitudine.